# Max Albermann
Max Karl Aloys Albermann (* 10. November 1870 in Köln; † 26. Juli 1927 in Kloster Steinfeld) war ein deutscher Kommunalpolitiker und der letzte Bürgermeister von Kalk vor der Eingemeindung nach Köln.
Max Albermann wurde als Sohn des Bildhauers Wilhelm Albermann geboren. Im Jahr 1901 übernahm er von Aloys Thumb das Amt des Bürgermeisters von Kalk, das er bis zur Eingemeindung nach Köln am 1. April 1910 innehatte. Nach der Eingemeindung war er als Beigeordneter der Stadt Köln tätig. Bis zu seiner krankheitsbedingten Pensionierung im Jahr 1923 bekleidete er – mit Unterbrechung im Ersten Weltkrieg, als er zum Militärdienst eingezogen war – das Amt des Kulturdezernents und ersten Leiters des Sport-Dezernates der Stadt Köln.
Sein Sohn Josef Albermann (1909–1941) war promovierter Geologe.

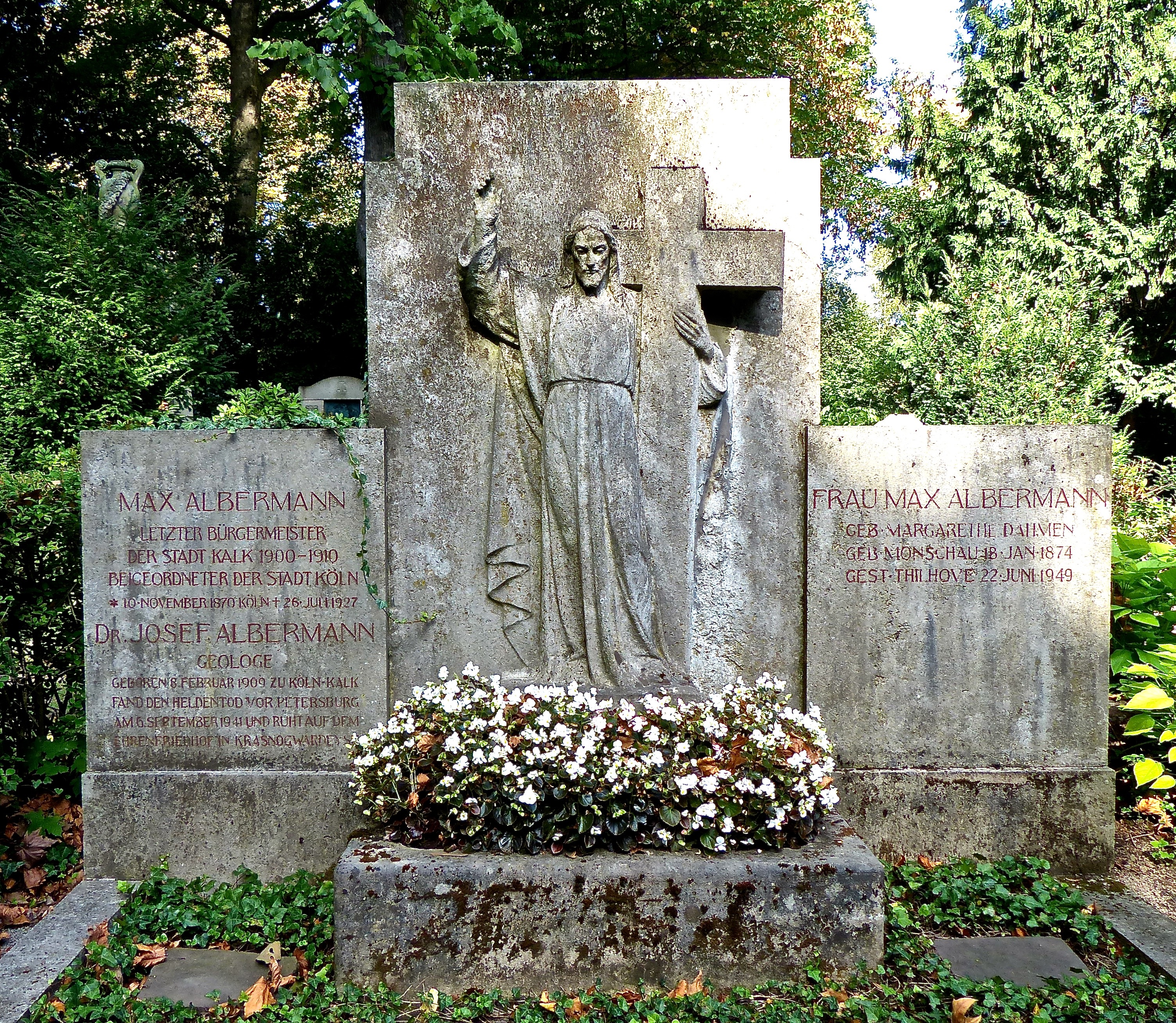
Grabstätte von Max Albermann auf dem Melaten-Friedhof

Max Albermann starb am 26. Juli 1927 und wurde auf dem Melaten-Friedhof (Flur 20 in E) begraben.
Im Kölner Stadtbezirk Kalk wurde als Anerkennung seiner Leistungen eine Straße und eine Schule nach Max Albermann benannt.